# Kanton Saint-Cloud
Der Kanton Saint-Cloud ist seit 1964 ein französischer Wahlkreis in den Arrondissements Boulogne-Billancourt und Nanterre, im Département Hauts-de-Seine und in der Region Île-de-France; sein Hauptort ist Saint-Cloud.

## Gemeinden
Der Kanton besteht aus fünf Gemeinden mit insgesamt 68.699 Einwohnern (Stand: 1. Januar 2022) auf einer Gesamtfläche von 20,48 km²:
| Gemeinde           | Einwohner 1. Januar 2022 | Fläche km² | Dichte Einw./km² | Code INSEE | Postleitzahl | Arrondissement       |
| ------------------ | ------------------------ | ---------- | ---------------- | ---------- | ------------ | -------------------- |
| Garches            | 17.705                   | 2,69       | 6.582            | 92033      | 92380        | Nanterre             |
| Marnes-la-Coquette | 1.758                    | 3,48       | 505              | 92047      | 92430        | Boulogne-Billancourt |
| Saint-Cloud        | 29.859                   | 7,56       | 3.950            | 92064      | 92210        | Nanterre             |
| Vaucresson         | 8.506                    | 3,08       | 2.762            | 92076      | 92420        | Nanterre             |
| Ville-d’Avray      | 10.871                   | 3,67       | 2.962            | 92077      | 92410        | Boulogne-Billancourt |
| Kanton Saint-Cloud | 68.699                   | 20,48      | 3.354            | 9223       | –            | –                    |

Bis zur Neuordnung bestand der Kanton Saint-Cloud aus der Gemeinde Saint-Cloud. Sein Zuschnitt entsprach einer Fläche von  7,56 km2.

## Bevölkerungsentwicklung
| 1962   | 1968   | 1975   | 1982   | 1990   | 1999   | 2008   |
| ------ | ------ | ------ | ------ | ------ | ------ | ------ |
| 26 472 | 28 158 | 28 139 | 28 561 | 28 597 | 28 157 | 29 772 |